# Teatro das Nações
Teatro das Nações, também chamado de Teatro Dercy Gonçalves foi um teatro paulistano conhecido pela exibição de peças infanto-juvenis, mas teve sua usabilidade prejudicada a partir da década de 1970 com a construção do elevado Costa e Silva, construído diante de sua fachada, trazendo consigo trânsito e a proibição de se estacionar diante da sala. Além disso, com a degradação que se seguiu nos anos seguintes, o teatro, que teve seu auge nas décadas de 50 e 60, acabou por ser demolido em março de 2010 e se tornou um estacionamento.